# Quis separabit?

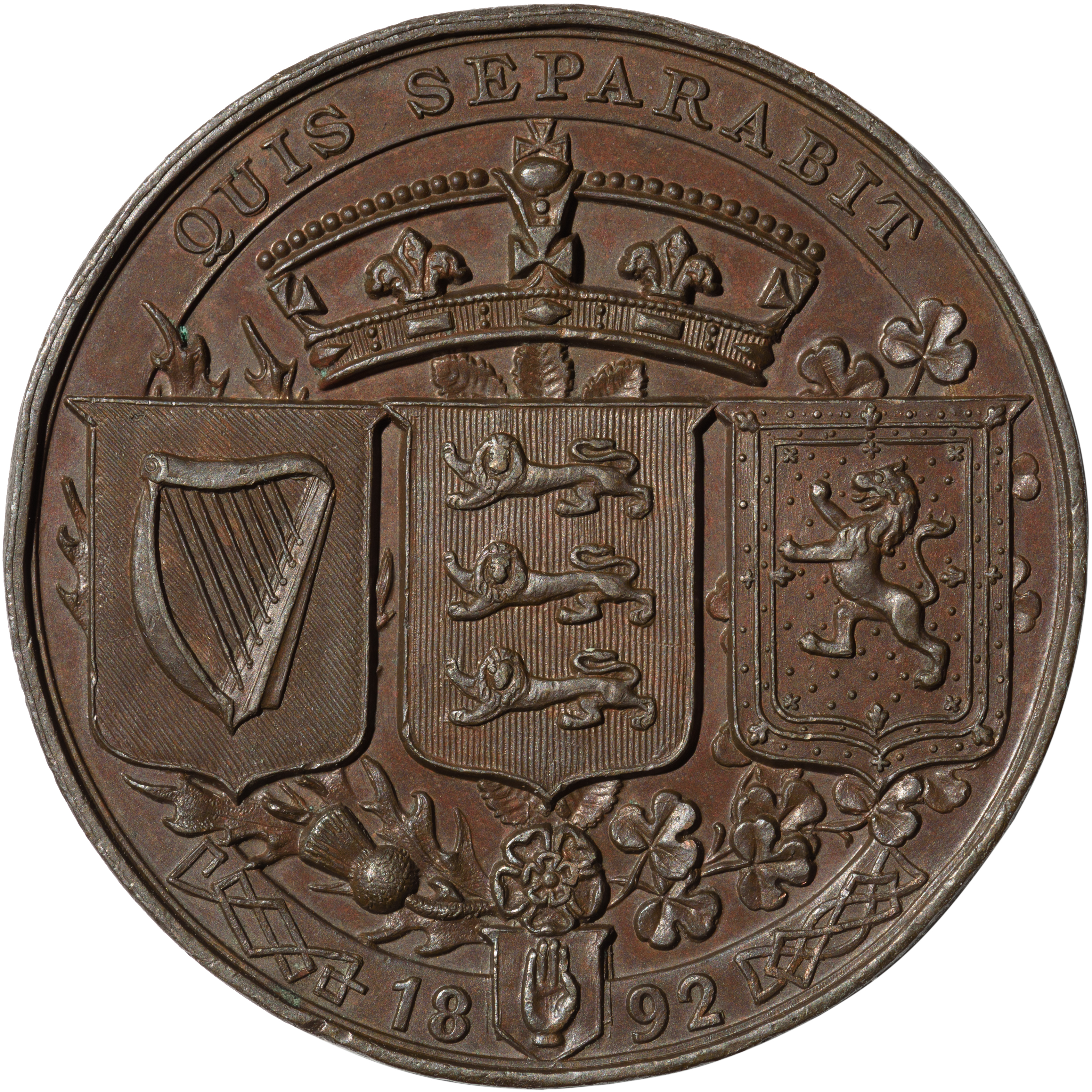
Medalla de la Convención Unionista de Úlster de 1892.

Quis separabit? (Latín: ¿Quién [nos] separará?) es un lema de la Orden de San Patricio y de los Rifles Reales del Úlster. También aparece en el Escudo de Irlanda del Norte y en el Gran Sello del Estado de Carolina del Sur.
Es también el lema de la Asociación en Defensa del Úlster, un grupo Paramilitar Lealista proscripto en Irlanda del Norte. La fuente es la traducción Vulgata de Romanos, 8:35: "Quis nos separabit a caritate Christi..." traducida como "¿Quién podrá separarnos del amor de Cristo?".